# Fargues (Landas)
Fargues es una comuna francesa situada en el departamento de Landas, en la región de Nueva Aquitania.

## Demografía
| 308 | 293 | 277 | 279 | 282 | 264 | 321 |
| Para los censos de 1962 a 1999 la población legal corresponde a la población sin duplicidades (Fuente: INSEE [Consultar]) |     |     |     |     |     |     |